# Nastri d'argento 1982
La 37ª edizione dei Nastri d'argento si è svolta il 9 ottobre 1982 a Sorrento.

## Vincitori

### Regista del miglior film
- Marco Ferreri - Storie di ordinaria follia

### Migliore regista esordiente
- Alessandro Benvenuti - Ad ovest di Paperino

### Miglior produttore
- Mario Cecchi Gori e Vittorio Cecchi Gori - per il complesso della produzione

### Miglior soggetto originale
- Luigi Comencini e Massimo Patrizi - Cercasi Gesù

### Migliore sceneggiatura
- Bernardino Zapponi, Leonardo Benvenuti, Piero De Bernardi, Tullio Pinelli e Mario Monicelli - Il marchese del Grillo

### Migliore attrice protagonista
- Eleonora Giorgi - Borotalco

### Migliore attore protagonista
- Ugo Tognazzi - La tragedia di un uomo ridicolo

### Migliore attrice non protagonista
- Claudia Cardinale - La pelle

### Migliore attore non protagonista
- Paolo Stoppa - Il marchese del Grillo

### Migliore attore esordiente
- Beppe Grillo - Cercasi Gesù

### Migliore attrice esordiente
- Marina Suma - Le occasioni di Rosa

### Migliore musica
- Lucio Dalla e Fabio Liberatori - Borotalco

### Migliore fotografia
- Tonino Delli Colli - Storie di ordinaria follia

### Migliore scenografia
- Lorenzo Baraldi - Il marchese del Grillo

### Migliori costumi
- Gianna Gissi - Il marchese del Grillo

### Effetti speciali
- Il mistero di Oberwald

### Regista del miglior film straniero
- István Szabó - Mephisto

### Migliore regista di cortometraggio
- Claudio Racca - Ballare è bello

### Miglior produttore di cortometraggi
- Ferdinando Zazzara

### Attestato di merito
- Carlo Cristallini - per il cortometraggio Artigianato umbro